# 周顷王
周頃王（？—前613年），姓姬，名壬臣，為周襄王之子。周頃王在前618年繼位為東周第七代君主，當時王畿已縮小，王室財政一貧如洗，無法安葬襄王，頃王只得派毛伯衛向魯國討錢。後來魯文公派使者送錢到都城，才安葬了襄王。
在位期间执政为周公閱、王叔桓公、王孫蘇。

## 紀年
- 周襄王三三年（黃曆2079年/壬寅年/西曆前619年）
  - 襄王姬鄭八月戊申（廿九日）卒，壬臣繼位。
- 周頃王元年（黃曆2080年/癸卯年/西曆前618年）
  - 王使毛伯到魯求金，魯文公使叔孫得臣助王室葬襄王。[1][2]
  - 三月楚攻伐鄭國，晉領諸候求之。
- 周頃王二年（黃曆2081年/甲辰年/西曆前617年）
  - 夏攻伐晉國。秋北狄侵宋國。
- 周頃王三年（黃曆2082年/乙巳年/魯文公十一年/西曆前616年）
  - 魯叔孫得臣敗狄於咸，獲長狄喬如。[3]
- 周頃王四年（黃曆2083年/丙午年/西曆前615年）
  - 冬十二月晉秦戰於河曲。
- 周頃王六年（黃曆2085年/戊申年/西曆前613年）

王春天去世，在位6年，由子周匡王繼位。

## 子女
- 周匡王，在位6年。前607年十月周匡王病死，其弟王子瑜繼位。
- 王子瑜，為周定王，东周第9代君主，前606年—前586年在位，在位21年而卒。
- 劉康公，劉國開國君主。